# Val di Fiemme

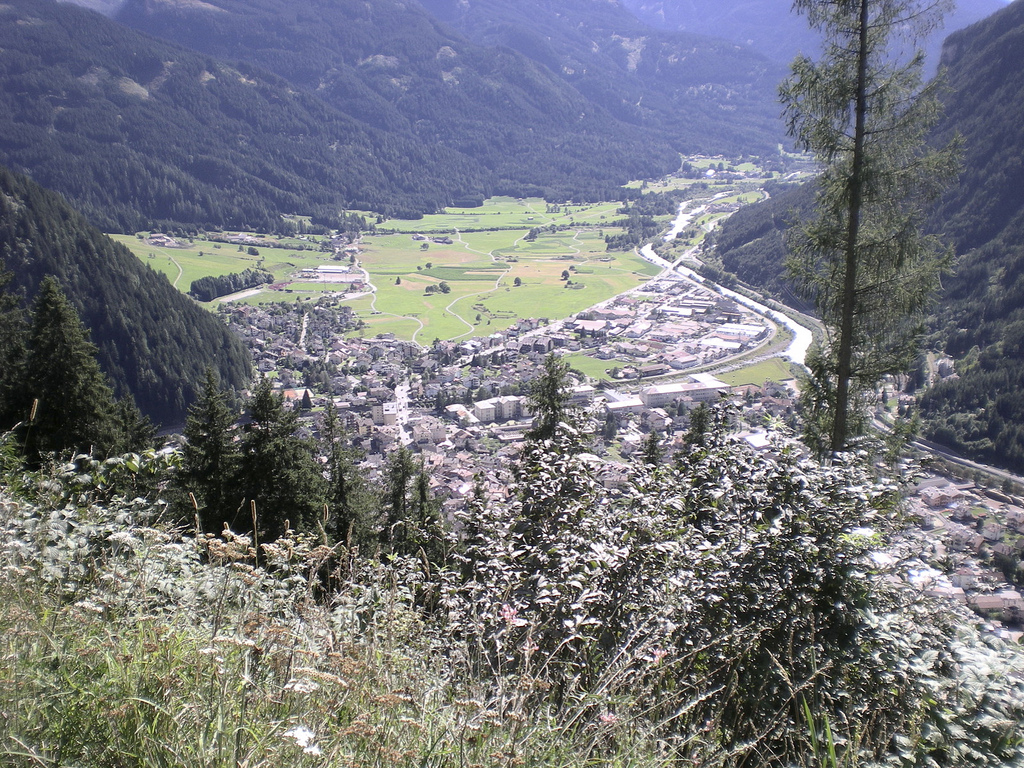
Valle di Fiemme, obec Predazzo

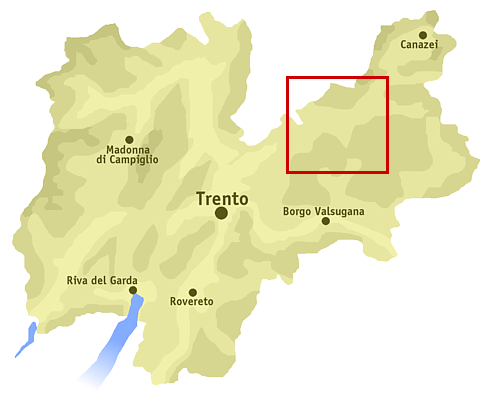
Poloha Val di Fiemme v provincii Trento

Val(le) di Fiemme (česky Údolí Fiemme nebo Flemské údolí, německy Fleimstal) je údolí v severní Itálii v autonomním regionu Tridentsko-Jižní Tyrolsko.

## Poloha
Údolí Fiemme se nachází na pomyslné hranici dvou horských celků. Z jihu obepínají dolinu Fleimstalské Alpy a ze severu masiv Latemar v Dolomitech. Údolím protéká řeka Avisio. 
Val di Fiemme zasahuje na území 11 obcí sdružených ve Společenství obcí údolí Fiemme: Anterivo, Capriana, Carano, Castello-Molina di Fiemme, Cavalese (996 m), Daiano, Panchià, Predazzo (1014 m), Tesero, Valfloriana, Varena, Ziano di Fiemme. Centrem oblasti je město Cavalese odkud vede soustava lanovek až do výšky 2229 m do blasti Malga Nuova.

## Lyžařské středisko
Val di Fiemme je známým lyžařským střediskem. Je zde řada sjezdařských areálů a síť běžkařských tras. V letech 1991, 2003 a  2013. se zde uskutečnilo Mistrovství světa v severském lyžování. Pravidelně se tu také konají závody Světového poháru v běhu na lyžích. Od roku 2007 je Val di Fiemme dějištěm závěrečných dvou etap série závodů Tour de Ski. Tour de Ski zde vrcholí výběhem červené sjezdovky Olympia III ve sjezdařském areálu Alpe Cermis (2000 m, Malga Nuova 2229 m). Běžkaři na 3650 m překonávají převýšení 420 m (tj. třináctiprocentní stoupání), těžkou zkouškou je hlavně „Jelení skrýš“, kde sklon svahu v úseku 50 m dosahuje dokonce 28°, cíl je v nadmořské výšce 1280 m. 
Ve Val di Fiemme a ve Val di Fassa se rovněž jezdí proslulý běžkařský dálkový závod Marcialonga - sedmdesátikilometrová trať vede z Moeny do Canazei, vrací se zpět do Moeny a míří dál přes Predazzo na Castello-Molina di Fiemme, odkud se vrací do cíle v Cavalese. Závodu se každoročně účastní tři až čtyři tisíce amatérských lyžařů. 
Nad městem Predazzo se nachází lyžařský areál, kde lze lyžovat z vrcholu Monte Angelo (2357 m).